# Lluís Ferran Vila
Lluís Ferran i Ferrament, conegut amb el sobrenom de “Vila”, fou un organista, compositor català del segle xvi, oriund de la ciutat de Vic. Era nebot i deixeble del també músic i compositor Pere Alberch i Ferrament, àlies Vila, tutor de la seva mare. Lluís Ferran el succeí en el càrrec que aquest ocupà molts anys a la Catedral de Barcelona, destacant com a executant i com a autor de música religiosa. Fou l'últim membre de la nissaga d'organistes "Vila" de la ciutat de Vic.

## La nissaga dels Vila
Aquesta era originària de la ciutat de Vic i estava formada per un conjunt de famílies de diferents cognoms, emparentades per aliances matrimonials. Els organistes que s'han identificat al llarg dels anys han estat Pere Vila (ca. 1465-1538), Pere Vila (ca. 1480-1545), Pere Ferrament i Vila (ca. 1522-1 546), Pere Alberch i Ferrament, àlies Vila,(1517-1582), i Lluís Ferran i Ferrament, àlies Vila (ca. 1565-163 1). Igual que el seu oncle organista, Pere Alberch, va heretar l'àlies de "Vila" i també com ell el va incorporar com un segon cognom, fent honor a la nissaga iniciada per Pere Vila.

## Família i vincles
La seva mare Elisabeth Ferrament era filla de Joan Ferrament i Joana Vila i germana de l'organista vigatà Pere Ferrament i Vila. El seu pare Francesc Tomàs Ferran, provenia d'una rica família de mercaders, era fill de Francesc Ferran i Violant.
El matrimoni entre Elisabeth i Francesc es va celebrar el 6 de juny de 1560. El pare amb vint-i-un anys i la mare amb divuit. D'aquesta unió nasqueren dos fills: Jerònima i Lluís. La mare de Lluís Ferran, Elisabeth Ferrament va testar el 4 de novembre de 1580, escollint de marmessors a Rafael Ferran rector de Sant Julià de Vilatorta, germà del seu marit, a l'apotecari Onofre Bergadà i “lo doctor ynsigne Pere Alberch y Vila canonge de la Seu de Barcelona”. El pare de Lluís Ferran (Francesc T. Ferran) encara es va tornar a casar i tingué cinc fills més. Finalment va fer testament el 15 de setembre de 1601, escollint de marmessors entre d'altres a Lluís Ferran “prior o perpètuo comendatario del priorat de Sant Llorenç del Munt de dit bisbat de Vich, mon fill”.
Lluís Ferran Vila va entrar als quinze anys d'ajudant o coadjutor del seu oncle matern, Pere Alberch, qui estava molt malalt, en el càrrec d'organista de la catedral de Barcelona, dos anys abans del traspàs d'aquest últim. Quan Pere Alberch va morir la tardor de 1582, Luís Ferran va assumir plenament les competències del càrrec. Així durant 48 anys pràcticament ininterromputs, va ser l'organisme de la catedral de Barcelona. Es va jubilar el 8 de febrer de 1628. Aquesta relació entre els Ferrament i els Alberch fou determinada pel casament d'Elisabeth Ferrament, germana de Joan Ferrament (pare de l'organista Pere Ferrament i Vila) amb el peraire Pere Alberch. D'aquesta unió nasqué l'organista de la catedral de Barcelona, Pere Alberch i Ferrament (Vila).
Cal mencionar el testament de Pere Alberch redactat el 26 d'octubre de 1580, prova dels lligams de la seva família amb la branca materna dels Ferrament i Ferran. En aquest, escull de marmessors, entre d'altres, a Francesc Ferran, el pare de Lluís Ferran, i Onofre Bergadà, i de testimoni a Rafael Ferran, rector de Sant Julià de Vilatorta. Rafael Ferran era germà de Francesc Ferran, i dues germanes d'ell, Anna i Joana, havien estat esposades successivament per Francesc Bergadà. Per altra banda, Onofre Bergadà, germà d'aquest últim, s'havia casat a l'any 1562 amb Paula Ferrament, filla de Joan Ferrament i Joana Vila, i germana d'Elisabeth Ferrament, mare de Lluís Ferran Vila.
Pere Alberch en el seu testament feu hereus universals a “Lluís Ferran y a sa tia Paula Bergadana”, és a dir, Paula Ferrament, esposada amb l'apotecari Onofre Bergadà. Pere Alberch deixava a “Hierònima filla de mossèn Ferran / cinquanta lliures y altres tantes a Maria filla de mossèn Bergadà”. Segons els documents, Jerònima era la germana de Lluís Ferran, fruit del primer matrimoni de Francesc Ferran i Elisabeth Ferrament; i Maria era la filla de Paula Ferrament i Onofre Bergadà. Finalment, Pere Alberch deixa “a na Planellona deu lliures”. També hem pogut esbrinar que es tractava de la segona muller de Francesc Ferran, Elisabeth Planellona, amb la qual el pare de Lluís Ferran hi tingué cinc fills més.